# Liardetia
Liardetia is een geslacht van weekdieren uit de klasse van de Gastropoda (slakken).

## Soorten
- Liardetia discordiae (Garrett, 1881)
- Liardetia samoensis (Mousson, 1865)
- Liardetia sculpta (Möllendorff, 1883)